# Жан I д’Альбре
Жан I д’Альбре (Jean I d’Albret) (1425 — 3 января 1468) — 15-й сеньор д’Альбре, виконт де Тартас.
Старший сын Шарля II д’Альбре, графа Дрё, и Анны д’Арманьяк. В качестве наследника носил титулы сеньора д’Альбре, виконта де Тартас, но сеньорией Альбре не правил, поскольку умер раньше отца.
Жена — Катерина де Роган (1425—1471), дочь Алена IX де Рогана и Маргариты де Дрё, дамы де Гильяк. Дети:
- Ален I, сеньор д’Альбре
- Мария д’Альбре, с 1480 жена Боффиля дель Джудиче, графа Кастра
- Луиза д’Альбре (ум. 8 сентября 1489), с 1480 жена Жака д’Эстутвилля.

Сеньория Альбре и виконтство Тартас на карте Гаскони